# Polizia ferroviaria
La Polizia Ferroviaria, detta anche Polfer è una delle quattro specialità della Polizia di Stato.

## Storia
La Polizia Ferroviaria nasce il 24 giugno 1907, storico momento dell'istituzione dei commissariati di pubblica sicurezza presso le Direzioni compartimentali delle Ferrovie dello Stato. Il provvedimento di Giovanni Giolitti, allora ministro dell'Interno, ha permesso all'odierna Polizia ferroviaria di divenire l'organo di pubblica sicurezza deputato alla prevenzione e repressione dei reati in ambito ferroviario.

## Compiti
La Polizia Ferroviaria è l'unico reparto di polizia ad operare nelle stazioni e lungo la rete ferroviaria. I suoi compiti sono principalmente quello di garantire la sicurezza nelle stazioni ferroviarie, a bordo dei treni e delle infrastrutture ferroviarie; più in generale si occupa della prevenzione e repressione dei reati e della tutela dell’ordine e la sicurezza pubblica in ambito ferroviario.
Inoltre è competente per la rilevazione e le indagini sugli incidenti ferroviari ed indaga su tutti i reati che avvengono in ambito ferroviario, con apposite squadre investigative; effettua la scorta a treni viaggiatori e treni tifosi ed è quindi una specialità della Polizia di Stato.

## Organico
La Polizia Ferroviaria si avvale di un organico di circa 4.400 unità distribuite su 15 compartimenti con competenza regionale, di 17 sezioni e 24 sottosezioni con sede nelle principali stazioni italiane e di 143 posti di polizia nelle altre stazioni che assicurano una copertura capillare nel territorio.

## Formazione
Il personale della Polizia Ferroviaria si avvale, insieme a quello delle altre "specialità" della Polizia di Stato, del Centro Addestramento Polizia di Stato (CAPS) di Cesena.

## Operazioni
- Il 23 aprile 2010 la Polizia Ferroviaria di Genova, durante un normale controllo, ha arrestato il bandito francese Daniel Nieto, considerato uno dei capi del Clan dei marsigliesi. I poliziotti avevano notato un geco tatuato sul collo del latitante ormai anziano, accompagnato nei locali della Polizia, dopo circa 12 ore di controlli scoprirono la reale identità del soggetto. Nieto era stato condannato a 18 anni di reclusione e rinchiuso nel carcere di Volterra per aver sequestrato Giovanna Amati; dopo circa di 10 anni di reclusione riuscì a sfuggire nel 1989 grazie a un permesso premio, rimanendo latitante per 22 anni fino all'arresto avvenuto a Genova.[1][2]